# ギブオン
ギブオン（英: Gibon）は、旧約聖書に登場するベニヤミン族の町の名前である。今日の、エル・ジーブであるといわれる。
エルサレムの北西9.6kmに位置する。イスラエルのカナン侵攻の時には、ヒビ人の主要都市であった。
イスラエルのカナン侵攻の際に、ギブオンの住民は抗戦することを止めて、イスラエルと和議を講じようとした。そのことが発覚したので、ギブオンの住民はイスラエルの奴隷になった。
エモリ人の連合軍が侵攻してきた時には、イスラエルに援軍を派遣してエモリ人撃退を助けた。
後に、サウル王がこの地域でギブオンの住民を虐殺したので、サウル王の死後、サウル王の子孫の7人が住民の要求により処刑された。
サウル王の死後のダビデとイシュ・ボシェテとの勢力争いがギブオンの池のそばで行われた。両軍の将ヨアブとアブネルが12人の代表戦士を出して一騎討ちをさせたが、刺し違えて共に死んだ。
シロの陥落後、聖所はギブオンの高き所にあった。ソロモンもギブオンの高きところでいけにえをささげた。
後に、預言者ハナヌヤを輩出した。バビロン捕囚後も95人のギブオン出身者が帰還して、エルサレムの城壁の再建に協力した。